# هيكل هيدروليكي
الهيكل الهيدروليكي هو عبارة عن هيكل مغمور كليًا أو مغمور جزئيًا في أي مسطح مائي، وهذا الهيكل يعيق التدفق الطبيعي للمياه. ويمكن أن يتم استخدام هذه الهياكل الهيدروليكية للتحويل، أو الإعاقة، أو التوقف الكامل للمياه. وتمثل السدود مثالًا لهذه الهياكل الهيدروليكية التي تبطئ من معدل التدفق الطبيعي للنهر اللازم لتشغيل توربينات الطاقة. ويمكن بناء هذه الهياكل الهيدروليكية في الأنهار والبحار أو في أي مسطح مائي نظرًا لوجود حاجة تستدعي تغيير معدل التدفق الطبيعي للمياه في هذا المسطح.